# 石楠花寺
石楠花寺（しゃくなげでら）はシャクナゲで知られる寺院の通称。
- 光照寺 (鎌倉市) - 神奈川県鎌倉市にある時宗の寺院。
- 常光寺 (塩尻市上西条) - 長野県塩尻市にある高野山真言宗の寺院。
- 神角寺 - 大分県豊後大野市にある高野山真言宗の寺院。